# Max Kepler
Maximilian Kepler-Rozycki (né le 10 février 1993 à Berlin en Allemagne) est un voltigeur des Twins du Minnesota de la Ligue majeure de baseball.

## Carrière

### Débuts
Maximilian Kepler voit le jour en Allemagne, où ses deux parents dansent professionnellement le ballet dans la même compagnie à Berlin, où ils se rencontrent en 1984. Sa mère, Kathy Kepler, est une Américaine de San Antonio au Texas, tandis que son père, Marek Rozycki, est originaire de Pologne, dont il a fait défection en 1982 pour gagner l'Allemagne. Le jeune Kepler joue pour la première fois au baseball organisé à l'âge de 6 ans à l'école John F. Kennedy de Berlin. À l'âge de 7 ans, on lui offre une bourse d'études à la Fondation de tennis Steffi Graf. Kepler joue plus tard pour le club de baseball Regensburg Legionäre de la Bundesliga,. Il pratique aussi le football (soccer), où il est gardien de but,.
Lors d'un tournoi national à Bonn, Max Kepler, alors âgé de 14 ans, est remarqué par Andy Johnson, un dépisteur des Twins du Minnesota de la Ligue majeure de baseball. En 2009, Kepler signe un contrat avec les Twins pour 800 000 dollars US,,, alors la plus généreuse somme jamais offerte par un club de la MLB à un joueur de position né ailleurs qu'aux États-Unis ou en Amérique latine. C'est aussi à l'époque la somme la plus généreuse jamais offerte à un joueur européen,, éventuellement dépassée par le montant de 1,3 million consenti à Marten Gasparini, un joueur d'arrêt-court italien, par les Royals de Kansas City en 2013,.

### Ligues mineures
Max Kepler fait ses débuts professionnels en 2011 aux États-Unis avec le club affilié des Twins du Minnesota en Gulf Coast League. En 2015, alors qu'il a gradué chez les Lookouts de Chattanooga, au niveau Double-A des mineures, les Twins le choisissent pour représenter l'équipe au match des étoiles du futur joué en juillet à Cincinnati, mais une blessure à l'épaule force Kepler à rater ce rendez-vous.
Kepler est nommé joueur par excellence de la saison 2015 de la Southern League,. Au terme de 112 matchs avec les Lookouts, il est premier de la ligue pour la moyenne de présence sur les buts (, 416), la moyenne de puissance (, 531) et l'OPS (, 947) en plus de terminer deuxième pour la moyenne au bâton (, 312).
Frappeur et lanceur gaucher, il évolue surtout au champ centre et au champ gauche dans les ligues mineures, en plus d'occuper occasionnellement le champ droit ainsi que le poste de premier but.

### Twins du Minnesota
Max Kepler fait ses débuts dans le baseball majeur le 27 septembre 2015 avec les Twins du Minnesota, dans un match face aux Tigers de Détroit. Il est le 43e joueur né en Allemagne à évoluer dans les majeures,. Du groupe, il n'est que le deuxième à avoir fait son apprentissage en Allemagne, la majorité étant généralement des fils d'émigrés allemands arrivés aux États-Unis à un très jeune âge avec leur famille. Le premier joueur développé en Allemagne, Donald Lutz, qui a fait ses débuts en MLB en 2013, est né dans l'État de New York mais a grandi et joué son baseball amateur en Allemagne après y être arrivé avec sa mère, Allemande d'origine, à l'âge de 8 mois.